# ليند ويلر
ليند ويلر (بالإنجليزية: Lynde Wheeler)‏ هو فيزيائي أمريكي، ولد في 27 يوليو 1874، وتوفي في 1 فبراير 1959.